# ハニテリ・ヴァイレア
ハニテリ・ヴァイレア（Haniteli Vailea、2002年7月12日 - ）は、ジャパンラグビーリーグワンの三菱重工相模原ダイナボアーズに所属するラグビーユニオン選手。

## 来歴
トンガのトゥポウカレッジから、青森山田高等学校に進む。来日の際には従兄のハラトア・ヴァイレアからの勧めがあった。
2019年、U17東北に選ばれ全国高等学校合同チームラグビーフットボール大会（KOBELCO CUP）に出場した。
2021年、大東文化大学に入る。
大学4年の2025年1月、三菱重工相模原ダイナボアーズに加入した。
2025年2月9日に行われたJAPAN RUGBY LEAGUE ONE第7節交流戦トヨタヴェルブリッツ戦にて途中出場でリーグワン公式戦初出場を果たした。同年3月、大東文化大学卒業。